# Bakiga
Die Bakiga – auch Kiga, Abakiga, sind eine Ethnie im Südwesten Ugandas, hauptsächlich in der Region Kabale. Entsprechend dem letzten Zensus (2002) leben etwa 1,7 Millionen von ihnen in Uganda.

## Traditionelle Kultur
Die Bakiga waren eine stark segmentierte Gesellschaft, die aus dem heutigen Ruanda in die Region um Kabale einwanderte. Sie glaubten an Ruhanga, den Schöpfer alles Irdischen. Weiters hatten sie mehrere Kulte, unter denen der wichtigste Nyabingi war, der Geist eines hoch-geschätzten Regenmachers.
Die Bakiga leben von Landwirtschaft und bauen Sorghum, Erbsen, Hirse und Bohnen an. Diese werden mit Kürbis, Süßkartoffeln, Fleisch und verschiedenem grünem Gemüse ergänzt. Die beliebtesten Speisen der Bakiga sind Bohnen, Erbsen, Kartoffeln, Posho und Kochbananen. Einflüsse aus Europa und Indien hatten nur einen kleinen Effekt.
Die Bakiga brauen ihr Bier Omuramba (allgemeine Bezeichnung: Pombe) aus Sorghum. Dies wurde als alkoholisches Getränk, aber auch als Nahrungsmittel konsumiert. Die Bakiga setzten sich auf kleine, hölzerne Stühle und tranken das Bier aus einem gemeinsamen Topf durch lange Strohhalme.
Unter den Bakiga gab es kunstfertige Schmiede, die Hacken, Messer, Speere etc. herstellten. Töpferei und Tischlerei waren ebenfalls hoch entwickelt sowie die Bienenzucht, um Honig zu gewinnen. Frauen waren für die Feldarbeit verantwortlich, während Männer den Busch rodeten und gras-gedeckte Rundhütten errichteten. Beinahe alle Aufgaben wurden gemeinschaftlich erledigt.
Männer kleideten sich mit Rinderfellen; reiche Männer trugen zwei. Das Fell hing über der Schulter und bedeckte die intimen Körperstellen. Für den Kampf, oder um zu tanzen, gürteten sich Männer, während sie für die Feldarbeit gewöhnlich nackt waren. Frauen trugen Röcke aus verschiedenen Fellen. Ein weiteres Fell bedeckte den Oberkörper.
Jungfräulichkeit war sehr wichtig. Wurde eine unverheiratete Frau schwanger, wurde sie in einem Wald ausgesetzt, an einen Baum gebunden den wilden Tieren überlassen oder auch über Klippen geworfen: Die Kisizi Falls wurden oft hierfür verwendet. Am Bunyonyi-See wurde eine kleine Insel verwendet, um jene Frauen auf ihr auszusetzen. Männer mussten der Familie der Braut für die Hochzeit in Kühen, Ziegen und Hacken einen Brautpreis zahlen. Besaß ein Mann genügend Land und Tiere, konnte er so viele Frauen heiraten, wie er wollte. Die Vielehe war jedoch nicht die Norm. Es wurde dabei nicht innerhalb eines Clans geheiratet – Ehen waren eine der wenigen verbindenden Dinge in einer politisch stark segmentierten Gesellschaft. Vor der Hochzeit verbrachte die Braut einen Monat in Zurückgezogenheit, um gut ernährt zu werden und alles über die Führung eines Haushaltes zu lernen. Scheidungen traten nur sehr selten auf, waren aber möglich. Zu häufigen Gründen zählten Unfruchtbarkeit des Ehepartners oder negative Eigenschaften wie Faulheit. Geschiedene Leute konnten wieder heiraten, jedoch hatte die Familie der Frau mit einem geringeren Brautpreis zu rechnen. Streitigkeiten, welche zu einer Scheidung führen konnten, versuchte zunächst der Ältestenrat zu schlichten.
Die Beilegung von Disputen war eine der wichtigsten Aufgaben der Älteren eines Clans. Dieser Ältestenrat wählte seine Mitglieder auf Grund charakterlicher Eigenschaften (Vertrauenswürdigkeit, Tapferkeit, Kriegsführung) und Einfluss (Wohlstand, Medizinmann oder Priester). Ältere unterschiedlicher Clans diskutierten öffentlich Angelegenheiten von größerer Bedeutung. Konnten die gewählten Vertreter keine Lösung finden, konnte es leicht zu kriegerischen Auseinandersetzungen zwischen den Gruppierungen kommen. Die Bakiga waren von Natur aus ein kriegerischer Stamm.

### Einflüsse der Kolonialzeit
Als die Briten 1908 ins heutige Kabale kamen, fanden sie Bauern und Jäger, welche ohne zentrale Autorität in einer miserablen Situation lebten. Die Umstände resultierten aus Jahrzehnten konstanter Kämpfe, Plünderungen und Überfällen von allen Seiten, Epidemien, Hungersnöten und Heuschreckenplagen. Die Europäer wandten das Konzept des Stammes anstatt des Clans an, obwohl hierfür keine Grundlage bestand. Die Clangruppen waren nicht geeint, die verwendete Sprache war eine dialektähnliche Variation von Runyakore. Der Term „Bakiga“ (als „Bergvolk“ zu übersetzen) wurde zu Beginn überwiegend von Fremden verwendet, nur selten von den Stammesmitgliedern selbst. Mit der Zeit wurde er Teil des kulturellen Bewusstseins.

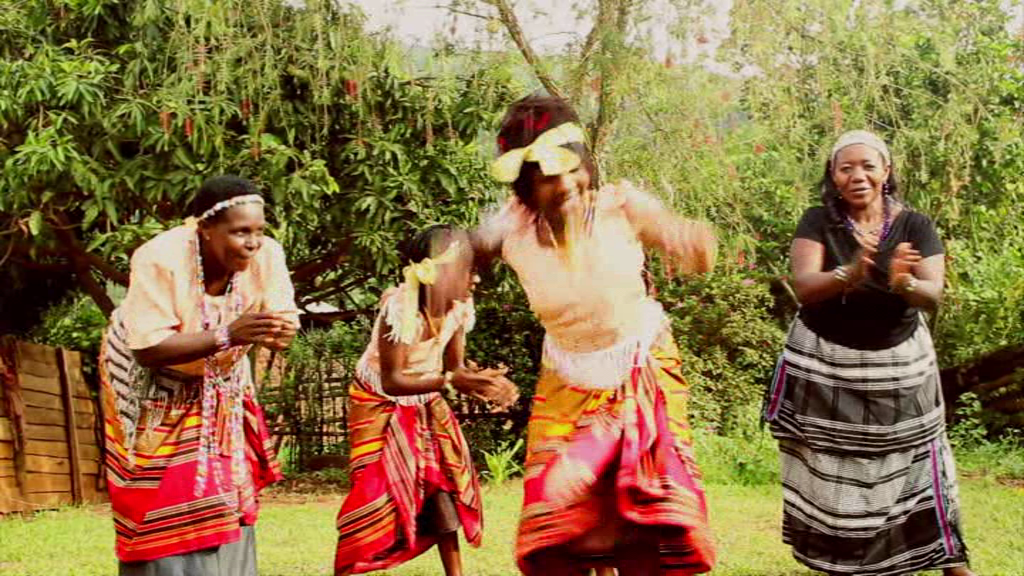
Frauentanz

Da sporadische Versuche gewaltsamen Widerstandes gegen die Fremdherrschaft oft rund um religiöse Kulte organisiert wurden, wurde die gesamte traditionelle Religion in den Untergrund verdrängt, um die fremde Verwaltung zu beruhigen. Die indigene Bevölkerung glaubte zunächst, dass der Übertritt zur christlichen Religion den Verlust des logischen Denkens bewirke und daher zu Dummheit führte. Sie setzten das Christentum mit dem Kolonialismus gleich und fühlten sich verpflichtet, bei der Ablehnung des einen auch das andere zurückzuweisen – oder beides zu akzeptieren, sobald sie eines akzeptierten. Das Jahr 1929 stellt die endgültige Akzeptanz von Kolonialismus und Christentum dar. Als jene Bakiga, welche das System von innen steuern wollten, die führenden Posten erhielten, begann die Zeit der Selbstverwaltung unter europäischer Oberhoheit.
Ein Blick auf die Bakiga nach 40 Jahren Unabhängigkeit Ugandas erzeugt den Eindruck, als habe sich der europäische Einfluss endgültig durchgesetzt. Die Bakiga sind größtenteils Christen (es gibt wenige Muslime), und es gibt eine scharfe Unterteilung zwischen Katholiken und Protestanten. Die eigene Religion kann die Berufsaussichten bestimmen, und religiöse Präferenzen beeinflussen lokale Wahlen entscheidend. Jeder träumt von einem Haus im europäischen Stil, importierte Güter werden geschätzt und Einheimische kleiden sich nach westlichem Vorbild. Wie in ganz Uganda ist es von höchster Wichtigkeit, gut gekleidet zu sein. „Gut auszusehen“ ist für jeden, der es sich leisten kann, prioritär. Die extreme Ausformung dieser Sehnsucht, nicht-afrikanisch zu sein, ist die Bleichung der Haut bei Frauen, um weniger schwarz zu sein. Komplimente wie „Sie sieht aus/isst/kleidet sich wie eine Weiße“ existieren. Die traditionellen Hochzeitsbräuche der Bakiga werden negiert, sobald eine westlich-gestaltete Zeremonie erschwinglich wird. Gewand wird ausgeliehen, Musikequipment und Generatoren werden zum Festgelände gebracht und keine Anstrengung gescheut, fremde Sitten zu imitieren. Meetings der Bezirksverwaltung werden ebenso in Englisch abgehalten (obwohl jeder Mukiga ist), wie auch Eltern mit guten Englischkenntnissen regelmäßig mit ihren Kindern Englisch reden. Menschen, die Englisch sprechen, werden als gebildet und erfolgreich angesehen.
Festo Karwemera, ein respektierter Älterer von Kabale, formulierte es so: „Die Akzeptanz der westlichen Kultur ist das Ergebnis eines Minderwertigkeitskomplexes, aufgrund der Tatsache, dass die Kolonialherren Zivilisation in dieses Land gebracht haben, und wir glauben zu leicht, dass alles was sie tun gut ist. Ihre Art zu Leben ist sauber und attraktiv, daher positiv, weil sich keiner Gedanken macht um herauszufinden, wie wir unsere Kultur auf unsere eigene Weise bestmöglich modernisieren können.“